# Теракт в Абудже (2014)
Террористический акт в «Абудже»  — теракт, совершенный 14 апреля 2014 года в 6:45 утра, в городе Абудже, страна Нигерия. Был организован группировкой боевиков Боко Харам.

## История
14 апреля 2014 года в 6:45 утра две бомбы взорвались на переполненном автовокзале в 8 километрах к юго-западу от центра города Абуджа, Нигерия; В теракте погибли по крайней мере менее 75 человек и ранены по меньшей мере 141.

## Фон
Более 20 000 человек были убиты в Нигерии в период с 2009 по 2014 год во время исламистского мятежа, возглавляемого группировкой боевиков Боко Харам. Организация выступает против вестернизации Нигерии, которая, по их мнению, является основной причиной преступного поведения в стране. Поскольку группа имеет сложную внутреннюю организацию и сама является расколотой на несколько фракций, трудно приписать эти действия определённой фракции или лидеру.

## Террористический акт
Бомбы, спрятанные внутри транспортных средств, были взорваны во время утреннего часа пик на автобусной станции в Нью-Нянья, пригороде на окраине Абудже. После первого взрыва произошли сразу новые взрывы, воспламенив топливные баки близстоящих автомобилей.
Аббас Идрис, руководитель Агентства по чрезвычайным ситуациям Абуджи, утвердил, что 71 человек были убиты и 124 получили ранения. Автовокзал обслуживает этнически и религиозно смешанные сообщества. Мандзо Иезекииль, пресс-секретарь Национального агентства по чрезвычайным ситуациям, подтвердил, что многие получившие ранения жертвы были направлены на лечение в больницы. К 15 апреля число погибших возросло до 75, а следователи продолжали изучать обломки на месте взрыва.

## Реакция
Президент Нигерии Гудлак Джонатан посетил место взрыва, где обвинил группировку исламских боевиков Боко Харам в совершении теракта, сказав:
«Мы потеряли многих. Мы соболезнуем мужчинам и женщинам нашей страны. Вопрос о Боко харам — довольно уродливая история в течение всего периода их развития. Правительство делает всё, чтобы убедиться, что мы ведём нашу страну вперёд. Но это отвлекающие факторы, которые толкают нас назад. Однако мы сможем прийти в себя».
Нападение произошло на следующий день после того, как нигерийский сенатор Ахмед Жанна сообщил, что группа убила 135 мирных жителей на северо-востоке Нигерии в течение недели, предшествующей взрыву.